# Guðni Bergsson
Guðni Bergsson (Reikiavik, Islandia, 21 de julio de 1965) es un exfutbolista islandés, se desempeñaba como defensa y se retiró en 2003.

## Clubes
| Club              | País             | Años        |
| ----------------- | ---------------- | ----------- |
| Valur FC          | Islandia         | 1983 - 1986 |
| TSV 1860 Munich   | Alemania Federal | 1986 - 1987 |
| Valur FC          | Islandia         | 1987 - 1988 |
| Tottenham Hotspur | Inglaterra       | 1988 - 1994 |
| Valur FC          | Islandia         | 1994        |
| Bolton Wanderers  | Inglaterra       | 1995 - 2003 |

- Datos: Q3081261